# Sousa (gênero)
Sousa é um gênero de mamíferos cetáceos pertencente à família dos delfinídeos, conhecidos popularmente como golfinhos e afins. Anteriormente, este gênero, que inclui os animais denominados vernaculamente como golfinhos-corcunda, reconhecia apenas duas espécies. Entretanto, em uma revisão taxonômica recente, duas espécies, no passado consideradas coespecíficas, seriam adicionadas, totalizando quatro espécies representantes.
Os golfinhos deste gênero se caracterizam notavelmente por uma estrutura posterior semelhante à uma corcunda, o que lhe denomina comumente. Também se destacam pela presença de barbatanas dorsais encontradas em adultos. São encontrados em ecossistemas costeiros desde o oeste da África, no caso das variedades/espécies atlânticas, onde seguem pela costa do Oceano Índico entre África meridional e Austrália, no caso das variedades/espécies indopacíficas.

## Espécies reconhecidas
- Sousa chinensis (Osbeck, 1765), golfinho-corcunda-indopacífico — monotípico; pode ser encontrado em ambientes marinhos entre os oceanos Índico e Pacífico, desde a Baía Falsa, orientalmente ao sul da China e na Baía Moreton em Queensland.[6]
- Sousa plumbea (G. Cuvier, 1829), golfinho-corcunda-índico — anteriormente um sinônimo de S. chinensis, passaria a ser considerado uma espécie separada após um estudo de filogenética molecular realizado em 2014;[5] encontrado desde a África meridional até Indochina ocidental.[7]
- Sousa sahulensis Jefferson & Rosenbaum, 2014, golfinho-corcunda-australiano — espécie mais recente a ser descrita na circunscrição atual, seria descrita primeiramente no mesmo estudo; encontrado na Plataforma de Sahul, parte da Plataforma continental da Austrália.[8]
- Sousa teuszii (Kükenthal, 1892), golfinho-corcunda-do-atlântico — espécie anteriormente reconhecida; pode ser encontrada costeiramente desde o Oceano Atlântico oriental, entre Saara Ocidental e Angola.[9]

## Espécies consideradas sinônimos
Abaixo, estão as duas espécies classificadas em Sousa que, atualmente, são consideradas coespecíficas com alguma outra espécie ou são considerados sinônimos.
- Sousa borneensis Fraser & Purves, 1960 — reconhecido como golfinho-corcunda-indopacífico
- Sousa lentiginosa Iredale & Troughton, 1934 — reconhecido como golfinho-corcunda-indopacífico

- Commons
- Wikispecies